# Španska književnost renesanse
Španska renesansa počinje ujedinjenjem Španije od strane katoličkih monarha, obuhvatajući period vladavine Karla I i Filipa II. Zbog toga, moguće je razlikovati dve faze:
- Vladavina Karlosa I: Nove ideje se usvajaju iz Italijanske renesanse.
- Vladavina Filipa II: Verski aspekti su naglašeni.

1492. godina označava početak renesanse u Španiji.

## Najznačajniji istorijski događaji
- Zauzimanje Granade, poslednjeg grada islamske Španije, i progon hiljada muslimanskih i jevrejskih vernika.
- Zvanično otkriće zapadne hemisfere, Amerike.
- Objavljivanje prve gramatike kolokvijalnog evropskog jezika, od strane Antonia de Nebrija.

## Najznačajnija književna dela
"Selestina", "Don Kihot"

## Najistaknutiji autori
- Fernando de Rohas
- Migel de Servantes
- Garsilaso de la Vega
- Fransisko de la Tore